# Нельдыбаев, Нурульда
Нурульда́ Нельдыба́ев (1906, Аулиеатинский уезд, Сырдарьинская область, Туркестанский край, Российская империя — неизвестно, Джамбулская область, Казахская ССР) — бригадир полеводческой бригады овцеводческого совхоза «Меркенский» Министерства совхозов СССР, Меркенский район Джамбулской области, Казахская ССР. Герой Социалистического Труда (1948).

## Биография
Родился в 1906 году в крестьянской семье в одном из сельских населённых пунктов Аулиеатинского уезда. С раннего детства трудился в сельском хозяйстве. С 1929 года трудился в сельскохозяйственной артели «Казахстан», с 1930 года — конюхом, трактористом, гуртоправом, бригадиром полеводческой бригады в овцеводческом совхозе «Меркенский» с усадьбой в селе Мерке.
В 1947 году бригада под его руководством собрала в среднем с каждого гектара по 31,25 центнера пшеницы с площади 46,5 гектара. Указом Президиума Верховного Совета СССР от 3 мая 1948 года удостоен звания Героя Социалистического Труда за «получение высоких урожаев пшеницы в 1947 году» с вручением ордена Ленина и золотой медали «Серп и Молот» (№ 1874).
Этим же указом званием Героя Социалистического Труда были награждены директор совхоза «Меркенский» Фёдор Яковлевич Кириенко, заведующий фермой Оналбай Кельдыубаев и звеньевой Садвокас Рыспаев.
С 1961 года — конюх в этом же совхозе.
После выхода на пенсию проживал в Джамбулской области. Дата смерти не установлена.
Награды
- Герой Социалистического Труда
- Орден Ленина
- Орден Трудового Красного Знамени
- Медаль «За освоение целинных земель» (20.10.1956)